# Tu imagines Robinson
Tu imagines Robinson est un film français réalisé par Jean-Daniel Pollet et sorti en 1968.

## Fiche technique
- Titre : Tu imagines Robinson
- Réalisation : Jean-Daniel Pollet, assisté de Costas Ferris
- Scénario : Rémo Forlani (fable inspirée par le roman de Daniel Defoe)
- Photographie : Yann Le Masson
- Société de production : Argos Films
- Pays de production : France
- Durée : 86 minutes
- Date de sortie : 12 décembre 1968[1]

## Distribution
- Tobias Engel
- Maria Lutrakis

## Distinctions
- 1968 : Prix d'interprétation pour Tobias Engel au Festival de Trieste
- 1969 : Présentation à la Quinzaine des réalisateurs (en sélection parallèle du festival de Cannes 1969)[2]